# Lewica narodowa
Lewica narodowa (inaczej lewicowy nacjonalizm) – forma nacjonalizmu oparta na samostanowieniu narodowym, suwerenności ludu oraz lewicowych poglądach politycznych, takich jak równość społeczna. Nacjonalizm lewicowy może również obejmować antyimperializm i ruchy wyzwoleńcze. Często pozostaje on w sprzeczności z polityką prawicową i nacjonalizmem prawicowym.

## Charakterystyka
W przeciwieństwie do prawicowego nacjonalizmu, narodowa lewica stoi w opozycji do etnonacjonalizmu i broni praw mniejszości, choć radykalne ruchy przejawiają tendencje rasistowskie, np. południowoafrykański Ruch Bojowników o Wolność Gospodarczą.
Lewicowi nacjonaliści zazwyczaj wywodzą się z nurtów socjalistycznych (demokratycznych lub autorytarnych), socjaldemokratycznych, progresywnych lub społecznie konserwatywnych (tzw. lewica konserwatywna), łącząc te poglądy z przywiązaniem do suwerenności państwa narodowego. W związku z tym lewicowi nacjonaliści dążą do zmniejszenia nierówności majątkowych w kraju oraz do zachowania kontroli nad usługami publicznymi (takimi jak opieka zdrowotna, energetyka czy transport publiczny), a także do ich nacjonalizacji.
Ruchy lewicowo-nacjonalistyczne na ogół nie promują idei wyższości (np. rasowej), jednak niektóre ich formy przyjęły rasistowskie tezy sprzyjające jednorodnemu społeczeństwu oraz sprzeciwiające się imigracji. Warto podkreślić, że nie istnieje jeden model lewicowego nacjonalizmu — pojęcie narodu może być definiowane na różne sposoby, co oznacza, że polityka lewicowa oparta na tożsamości narodowej może przybierać różne formy i stopnie inkluzywności.
W tym kontekście lewicowi nacjonaliści w całości lub w dużym stopniu odrzucają neoliberalizm oraz ingerencję instytucji ponadnarodowych. Opowiadają się za tym, aby państwa same podejmowały decyzje w kwestiach takich jak gospodarka, zdrowie i obrona.
Lewica narodowa ma swoje korzenie w jakobinizmie, jednym z nurtów rewolucji francuskiej, która jako pierwsza uznała naród za suwerenny podmiot. Lewica narodowa nie stanowi jednej doktryny. Pod względem społecznym reprezentuje wszystkie odcienie lewicowości od umiarkowanego reformizmu typu socjaldemokratycznego (np. Partia Rewolucyjno-Instytucjonalna, Republikańska Partia Ludowa w Turcji) po maoistowską ultralewicę (np. Ludowy Front Wyzwolenia Palestyny). Pod względem narodowym może reprezentować interesy narodów zarówno większościowych (np. Komunistyczna Partia Federacji Rosyjskiej, Ludowy Front Wyzwolenia na Sri Lance) jak mniejszościowym (np. Republikańska Lewica Katalonii).
Historycznymi przykładami partii lewicowo-narodowych są np. Indyjski Kongres Narodowy, który dążył do niepodległości Indii pod przewodnictwem Mahatmy Gandhiego czy Afrykański Kongres Narodowy Nelsona Mandeli walczący przeciwko apartheidowi. Obecnie działającymi partiami są Szkocka Partia Narodowa czy Blok Quebecu w Kanadzie, oraz działające w Rosji Partia Narodowo-Bolszewicka i partia Inna Rosja.

## Lewica narodowa w Polsce

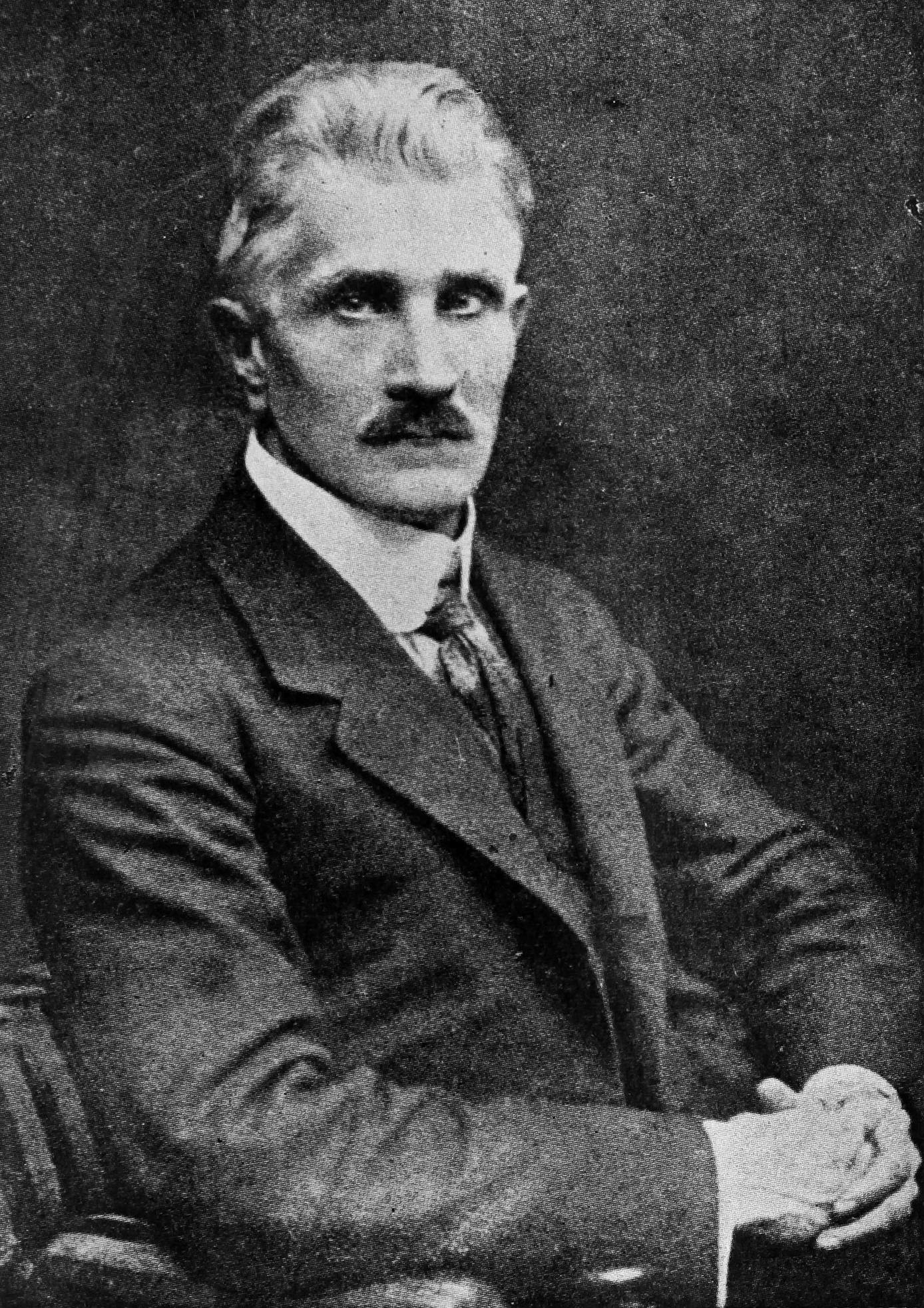
Ignacy Daszyński, jeden z liderów Polskiej Partii Socjalistycznej, która łączyła idee patriotyczne z socjalistycznymi.

Polska lewica historycznie łączyła w sobie elementy patriotyzmu i nacjonalizmu obywatelskiego z dążeniem do sprawiedliwości społecznej i emancypacji klasy pracującej. Już w okresie po powstaniu listopadowym aktywną rolę odgrywało Towarzystwo Demokratyczne Polskie (TDP), które promowało egalitarne idee i aktywny udział ludu w walce o niepodległość. Pokolenie działaczy TDP postulowało powstanie oparte na zaangażowaniu wszystkich warstw społecznych oraz radykalne reformy społeczne. Pod koniec XIX wieku, partie takie jak Polska Partia Socjalistyczna (PPS) kładły nacisk na walkę o niepodległość Polski, łącząc ją z ideą walki klasowej i socjalizmu. Dla PPS patriotyzm był ważnym elementem, ale rozumianym jako solidarność obywatelska i walka o suwerenność narodową, a nie nacjonalizm etniczny czy wykluczający.
PPS, założona w 1892, odegrała kluczową rolę w kształtowaniu relacji między lewicą a patriotyzmem na ziemiach polskich. PPS łączyła walkę o niepodległość narodową z programem socjalistycznym, głosząc hasło „socjalizm i niepodległość”. Partia odrzucała zarówno imperialistyczny podział Polski między zaborcami, jak i kapitalistyczną wyzysk pracowników.
Liderzy PPS, tacy jak Józef Piłsudski, Ignacy Daszyński i Bolesław Limanowski, podkreślali, że niepodległość Polski jest niezbędnym warunkiem realizacji postulatów społecznych i robotniczych. PPS uważała, że emancypacja klasy pracującej musi iść w parze z odzyskaniem suwerenności państwowej, co odróżniało ją od części lewicowych nurtów internacjonalistycznych, które skupiały się wyłącznie na kwestiach klasowych.
W czasie walki o niepodległość w okresie I wojny światowej oraz w latach 1918–1921, PPS aktywnie angażowała się zarówno w działania zbrojne, jak i polityczne, mające na celu odbudowę suwerennego państwa polskiego. Po odzyskaniu niepodległości partia kontynuowała działalność na rzecz praw pracowniczych, łącząc patriotyzm z ideą solidarności społecznej i sprawiedliwości społecznej.
W okresie PRL polska lewica patriotyczna była represjonowana, jednak jej tradycje kontynuowały środowiska opozycyjne i emigracyjne. Po 1989 polska lewica podejmowała refleksję nad znaczeniem patriotyzmu, odrzucając nacjonalizm, lecz podkreślając znaczenie solidarności społecznej, równości i troski o dobro wspólne jako współczesnych form wyrazu postawy patriotycznej.

## Literatura
- Tadeusz Fryzeł, Arabska myśl socjalistyczna. Doktryna socjalizmu arabskiego. Warszawa 1985
- Marcin Kula, Narodowe i rewolucyjne. Londyn-Warszawa 1991
- Marek J. Malinowski, Ideologie afrykańskie 1945-1985. Wrocław 1986
- Jarosław Tomasiewicz. Po dwakroć niepokorni. Szkice z dziejów polskiej lewicy patriotycznej. Łódź 2014